# 和硕和恪公主
和硕和恪公主（1758年8月17日—1780年12月14日），乾隆帝第九女，生母為孝仪纯皇后魏佳氏，她是清朝唯一一个活到成人，生母最终获得“皇后”名分，却未获固伦公主（皇后之女）封号，仅为和硕公主（妃嫔之女）的帝女。

## 生平
乾隆二十三年（1758年）七月十四日出生。
乾隆二十九年（1764年），兆惠病逝于北京。乾隆帝亲临其家中酬酒祭奠，即把和恪公主许配给其子扎兰泰。同年二十九年六月初四日，慎嫔拜爾噶斯氏去世，九公主和永璜之长子绵德等人为其穿孝。
乾隆三十六年（1771年）十二月，封為和碩和恪公主。
乾隆三十七年（1772年）八月，正式下嫁協辦大學士，一等武毅謀勇公兆惠之子札兰泰，烏雅氏。和恪公主行初定礼筵宴時，乾隆帝與皇太后驻跸热河行宮，於保和殿的筵宴因而停止，改在慈宁宫筵宴。內务府亦在永寿宫备席十六，羊十，酒十瓶，惟乾隆帝、皇太后鈕祜祿氏因身在熱河行宮而沒有出席。和硕和恪公主因為居住在京城，所以其妆奁中的帐房、牛车、骆驼、凉棚等物品被乾隆帝批令不用给发，这种裁减实际上是削减和恪公主的份例，是对既有制度的一種破坏，但乾隆朝開始有不少公主长居京城，以致一些非京中所需之妆奁不再适用。妝奩定例不斷做出了变更，令其更为符合现实情况。
乾隆三十八年（1773年）十月，生下一女。乾隆三十九年（1774年），庆贵妃陸氏在北小花園去世，和恪公主和皇十五子永琰为其穿孝。
乾隆四十五年（1780年）十一月十九日，经过御医们竭力抢救後，和恪公主仍因肺结核病而去世，年僅二十三歲。園寢用過物料銀數总计一万一千六百七十四两，比预算的一万一千四百七十八两多出一百九十五两，要求不准开销，在原来估算的银两中通融办理。 乾隆四十六年二月初三日，乾隆帝把她的大格格接入宫中抚养，居住在翊坤宫，而不是定例的端則門。和恪公主留下的遗产也被乾隆帝封存留给大格格当嫁妆。乾隆四十七年七月，乾隆帝为外孙女指婚，择定科尔沁卓哩克圖親王恭格喇布坦之子一等台吉琳沁多尔济为外孙女的额驸。